# Tunapunia ruficauda
Tunapunia ruficauda är en tvåvingeart som beskrevs av Thompson 1963. Tunapunia ruficauda ingår i släktet Tunapunia och familjen parasitflugor. Inga underarter finns listade i Catalogue of Life.